# میدان (فیلم مستند)
میدان (به زبان انگلیسی:The Square، به زبان عربی:المیدان) یک فیلم مستند مصری-آمریکایی به کارگردانی چیهان نچیم و محصول سال ٢٠١٣ میلادی است.

## موضوع فیلم
داستان فیلم درباره مبارزه شش نفر در انقلاب مصر می باشد که از آخرین روزهای سلطنت حسنی مبارک شروع می شود...